# Pivdenne (oblast de Kharkiv)
Pour les articles homonymes, voir Pivdenne.
Pivdenne (en ukrainien : Південне, en russe : Пивденное, Pivdennoïe) est une ville de l'oblast de Kharkiv, en Ukraine. Sa population s'élevait à 7 394 habitants en 2021.

## Géographie

### Situation
Pivdenne est située à 15 km au sud-ouest de Kharkiv, dont elle fait partie de l'agglomération. Elle est limitée au sud par la ville de Merefa. Elle est assise sur la rive orientale de la petite rivière Merefa, dont les eaux rejoignent ensuite la rivière Donets, via la rivière Mja, dans le bassin hydrographique du fleuve Don.

### Transports
Par la route, Pivdenne se trouve à 25 km du centre de Kharkiv et à 463 km de Kiev.

## Histoire

### Origine
Au XVIIe siècle, la localité est un village (sloboda) cosaque nommé Komarovka. 

### XXesiècle
Pendant la Seconde Guerre mondiale, Komarovka est libérée de l'occupation allemande le 26 août 1943.
La ville de Pivdenne est fondée en 1963 par la fusion des deux communes urbaines de Komarovka et de Ioujny, qui comptaient respectivement 3 606 et 7 166 habitants au recensement de 1959.

## Population
Recensements (*) ou estimations de la population :
| 1959* | 1970*  | 1979*  | 1989* |
| ----- | ------ | ------ | ----- |
| 7 166 | 12 049 | 11 087 | 9 878 |

| 2001* | 2009  | 2010  | 2011  |
| ----- | ----- | ----- | ----- |
| 8 516 | 8 002 | 7 978 | 7 937 |

| 2012  | 2013  | 2014  | 2015  |
| ----- | ----- | ----- | ----- |
| 7 880 | 7 818 | 7 856 | 7 788 |

| 2016  | 2017  | 2018  | 2019  |
| ----- | ----- | ----- | ----- |
| 7 786 | 7 705 | 7 508 | 7 520 |

| 2020  | 2021  | - | - |
| ----- | ----- | - | - |
| 7 461 | 7 394 | - | - |